# Autobusna linija br. 130 u Zagrebu
Linija 130 (Črnomerec – Borčec) dnevna je autobusna linija u Zagrebu.
Prometuje na trasi: Črnomerec – Ilica – (smjer A: Vrapčanska aleja; smjer B: Aleja grada Bologne → Gospodska ulica) – Bolnička cesta – Karažnik – Zelena magistrala – Borčec
Povezuje Borčec, Gajnice i Vrapče s Črnomercem gdje se ostvaruje presjedanje na tramvaj.
Na Borčecu ne postoji pravo okretište, nego se autobus mora polukružno okretati unatrag.

## Vanjske poveznice
- Vozni red linije 130

1. ↑  Datoteke u GTFS formatu. zet.hr. Pristupljeno 5. lipnja 2025. - Sadrži informacije tijela javne vlasti u skladu s Otvorenom dozvolom